# Cristais Paulista
Cristais Paulista este un oraș în São Paulo (SP), Brazilia.